# Campeonato Mundial de Esquí Alpino de 1931
El I Campeonato Mundial de Esquí Alpino se celebró en la localidad alpina de Mürren (Suiza) en 1931 bajo la organización de la Federación Internacional de Esquí (FIS) y la Asociación Suiza de Esquí.

## Resultados

### Masculino
| Evento   | Oro                     | Plata                    | Bronce                 |
| -------- | ----------------------- | ------------------------ | ---------------------- |
| Descenso | Walter Prager · Suiza · | Otto Furrer · Suiza ·    | Willi Steuri · Suiza · |
| Eslalon  | David Zogg · Suiza ·    | Anton Seelos · Austria · | Friedl Däuber Alemania |

### Femenino
| Evento   | Oro                        | Plata                       | Bronce                       |
| -------- | -------------------------- | --------------------------- | ---------------------------- |
| Descenso | Esme Mackinnon Reino Unido | Nell Carroll Reino Unido    | Irma Schmiedegg · Austria ·  |
| Eslalon  | Esme Mackinnon Reino Unido | Inge Lantschner · Austria · | Jeanette Kessler Reino Unido |

## Medallero
| Núm. | País        | Oro | Plata | Bronce | Total |
| ---- | ----------- | --- | ----- | ------ | ----- |
| 1    | Reino Unido | 2   | 1     | 1      | 4     |
|      | Suiza       | 2   | 1     | 1      | 4     |
| 3    | Austria     | 0   | 2     | 1      | 3     |
| 4    | Alemania    | 0   | 0     | 1      | 1     |
|      | TOTAL       | 4   | 4     | 4      | 12    |